# Nandinoideae
Sous-famille
Les Nandinoideae sont une sous-famille de plantes à fleurs la famille des Berberidaceae.
Le genre type est Nandina Thunb.

## Liste des genres
- Caulophyllum
- Gymnospermium
- Leontice
- Nandina

## Publication originale
- Heintze, Cormofyt. Fylog.: 101. (1927).